# Вілберт Сюврейн
Вілберт Сюврейн (нід. Wilbert Suvrijn, нар. 26 жовтня 1962, Сіттард, Нідерланди) — нідерландський футболіст, що грав на позиції захисника. Виступав за національну збірну Нідерландів.
Володар Кубка Франції. Володар Кубка французької ліги. У складі збірної — чемпіон Європи.

## Клубна кар'єра
У дорослому футболі дебютував 1981 року виступами за команду клубу «Фортуна» (Сіттард), в якій провів п'ять сезонів, взявши участь у 156 матчах чемпіонату. Більшість часу, проведеного у складі «Фортуни», був основним гравцем захисту команди.
Своєю грою за цю команду привернув увагу представників тренерського штабу клубу «Рода», до складу якого приєднався 1986 року. Відіграв за команду з Керкраде наступні три сезони своєї ігрової кар'єри. Граючи у складі «Роди» також здебільшого виходив на поле в основному складі команди.
1989 року перейшов до клубу «Монпельє», за який відіграв 4 сезони. Тренерським штабом нового клубу також розглядався як гравець «основи». Завершив професійну кар'єру футболіста виступами за команду «Монпельє» у 1993 році.

## Виступи за збірну
1986 року дебютував в офіційних матчах у складі національної збірної Нідерландів. Протягом кар'єри у національній команді, яка тривала усього 3 роки, провів у формі головної команди країни 9 матчів.
У складі збірної був учасником чемпіонату Європи 1988 року у ФРН, здобувши того року титул континентального чемпіона.

## Досягнення
- Володар Кубка Франції:

«Монпельє»: 1990
- Володар Кубка французької ліги:

«Монпельє»: 1992
- Чемпіон Європи: 1988